# Tội ác của quân đội Hoa Kỳ

Bản đồ thể hiện sự hiện diện quân sự của Hoa Kỳ trên thế giới, năm 2007. Màu càng đậm nghĩa là ảnh hưởng quân sự càng nhiều, màu càng nhạt thì sự ảnh hưởng ít hơn.

Tội ác của quân đội Hoa Kỳ là những hành vi đã vi phạm những quy tắc cơ bản trong chiến tranh cũng như vi phạm về nhân quyền mà đã bị phát hiện hoặc bị tố cáo, chỉ trích, dư luận lên tiếng.
Trong lịch sử hình thành và phát triển của mình, quân đội Hoa Kỳ đã không ngừng lớn mạnh về mọi mặt để trở thành một trong những lực lượng quân sự mạnh nhất thế giới, có mặt trong rất nhiều cuộc chiến, trận đánh then chốt trong lịch sử chiến tranh. Theo đó, quân đội Hoa Kỳ được nhiều người biết đến với rất nhiều tội ác chiến tranh chống lại loài người cũng như những vụ việc vi phạm nhân quyền nghiêm trọng. Đã có rất nhiều chỉ trích, buộc tội cùng những bằng chứng cụ thể tố cáo tội ác của quân đội Hoa Kỳ trong các cuộc chiến tranh cũng như những vi phạm nhân quyền đối với những nơi có sự hiện diện của họ.

## Chiến tranh với người da đỏ
Trong cuộc chiến tranh với người da đỏ, quân đội Hoa Kỳ bằng ưu thế về mọi mặt đã giành chiến thắng trước người da đỏ, chiếm lấy những mảnh đất màu mỡ, đày người da đỏ vào những vùng có điều kiện khó khăn. Nhiều quan điểm cho rằng đây không chỉ là một cuộc chiến mà còn là một cuộc diệt chủng quy mô.
Theo David Stannard trong tác phẩm tựa đề Tàn sát ở Mỹ thì cho rằng cuộc càn quét sát hại người bản địa qua nhiều chiến dịch của người châu Âu và các thế hệ sau (ý muốn nhấn mạnh người da trắng Hoa Kỳ mà quân đội của họ là trung tâm) là một hành động diệt chủng khổng lồ nhất trong lịch sử nhân loại. Có nhiều quan điểm tán đồng và cho rằng đây là một kế hoạch diệt chủng. Trong những cuộc chiến tranh này, quân đội Hoa Kỳ đã thực hiện nhiều cuộc tàn sát mà điển hình là cuộc tàn sát tại Wounded Knee (Wounded Knee Massacre). Theo Russell Thornton thì khoảng 45.000 người da đỏ bị giết (gấp đôi số người da trắng) - trong đó có nhiều đàn bà và trẻ em. Theo ước tính người da đỏ có vào khoảng 15 triệu khi người Tây phương bắt đầu xâm lược, chỉ còn lại chưa đầy 250 ngàn vào năm 1890.

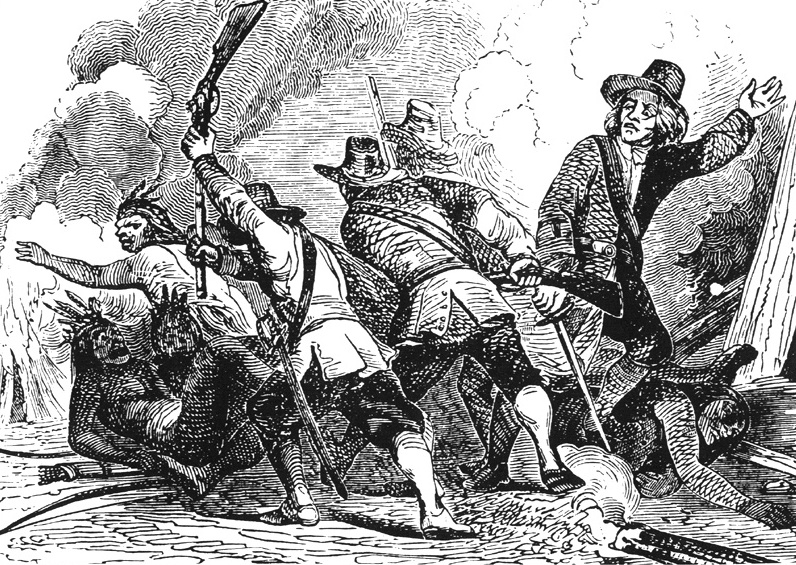
Tranh vẽ cảnh tàn sát người da đỏ

Trong cuộc xâm lấn đất đai của các bộ lạc da đỏ Bắc Mỹ, người Mỹ đã tiến hành hàng trăm vụ thảm sát đẫm máu. Một số vụ nổi tiếng nhất gồm:
- Ngày 29/11/1813, trong vụ thảm sát Autossee, dân quân Georgia do tướng Floyd chỉ huy đã tấn công một làng của bộ tộc Creek bên bờ sông Tallapoosa (quận Macon, bang Alabama ngày nay), giết 200 người da đỏ trước khi đốt cháy ngôi làng của họ.
- Ngày 1/8/1832, trong trận Bad Axe, binh lính dưới quyền Tướng Henry Atkinson và các tình nguyện viên vũ trang đã giết chết khoảng 150 người da đỏ, trong đó có nhiều phụ nữ và trẻ em gần Victory, Wisconsin ngày nay.
- Ngày 24/10/1840, bên bờ sông Colorado, lực lượng vũ trang dưới quyền Đại tá Moore đã tàn sát 140 người Comanche, gồm cả phụ nữ, trẻ em và bắt giữ 35 người khác trong ngôi làng của họ
- Vào năm 1840, một đội cảnh sát do đại tá người Mexico Salvador Vallejo chỉ huy đã tàn sát 150 người da đỏ thuộc bộ tộc Pomo và Wappo ở vùng Clear Lake, California.
- Ngày 23/4/1852, 70 người Mỹ do cảnh sát trưởng William H. Dixon dẫn đầu đã giết chết hơn 150 người thuộc bộ tộc Wintu trong thung lũng Hayfork ở California.
- Vào tháng 4/1859, để trả thù cho vụ giết ba con bò và một con ngựa của một chú trại da trắng ở Round Valley, dân quân California đã tàn sát 240 người da đỏ trên sông Eel.
- Ngày 29/1/1863, Đại tá Patrick Connor đã chỉ huy quân Mỹ thực hiện cuộc tàn sát 280 người Shoshone, gồm cả phụ nữ và trẻ em bên sông Bear, gần Preston, Idaho.
- Năm 1864, dân quân California đã tàn sát 300 người da đỏ thuộc bộ lạc Yana khi họ tập trung ở Oak Run để cử hành một buổi lễ thiêng liêng.
- Ngày 29/11/1864, dân quân Colorado đã tấn công một ngôi làng người Cheyenne ở Sand Creek, giết chết ít nhất 160 người, trong đó có nhiều phụ nữ và trẻ em.
- Ngày 27/11/1868, đoàn kỵ binh số 7 do Trung tá G. A. Custer chỉ huy đã tập kích một ngôi làng Cheyenne, giết chết 140 nam giới cùng khoảng 75 phụ nữ và trẻ em da đỏ.
- Ngày 30/4/1871, một đội quân do William Oury, cựu Thị trưởng thành phố Tucson đã tấn công người Apache tại trại Grant, Arizona, giết chết 144 người. 1 người lớn và 29 trẻ em sống sót sau đó bị bán làm nô lệ.

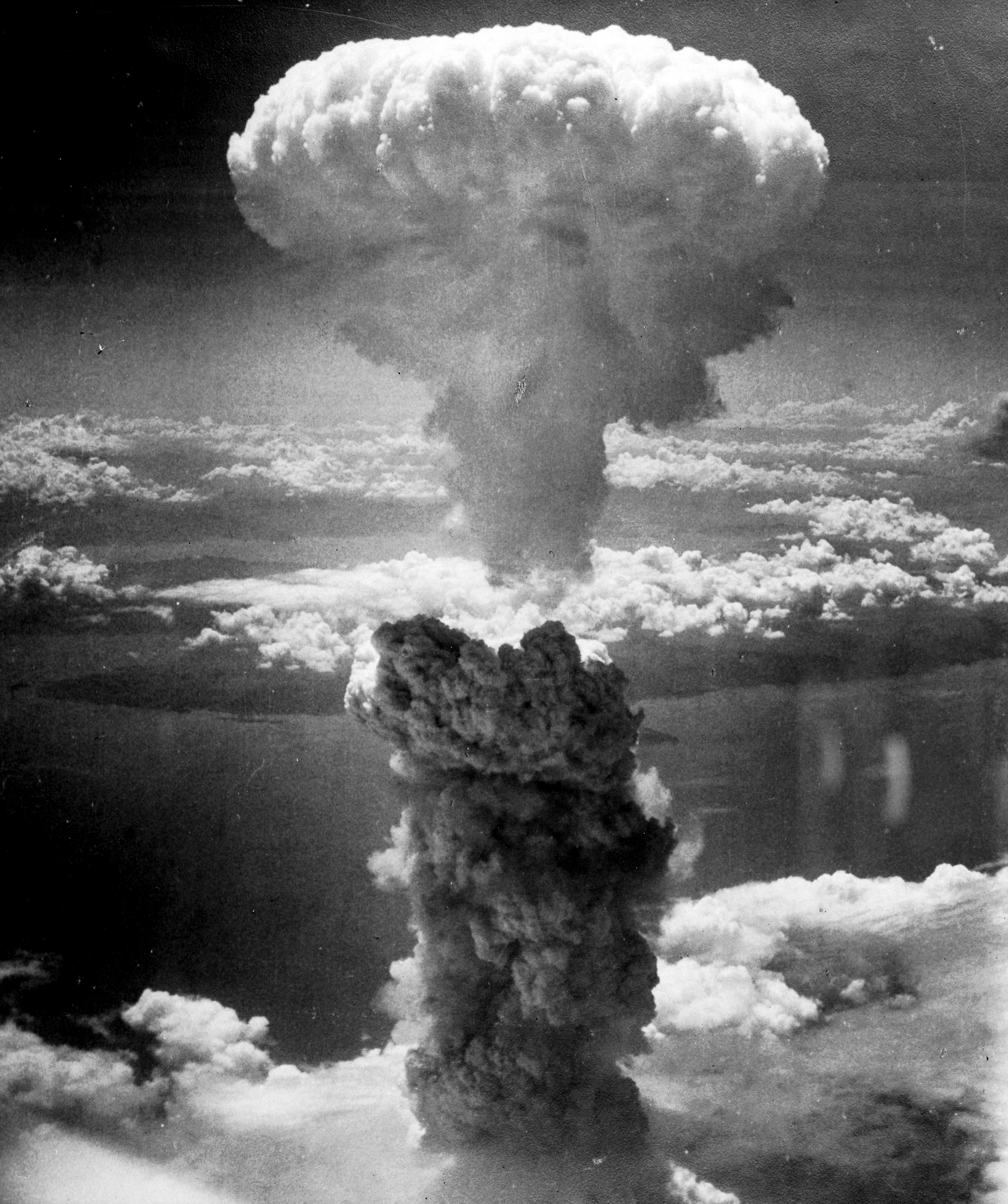
Quân đội Hoa Kỳ ném bom nguyên tử

## Chiến tranh thế giới thứ hai và các hoạt động ở Nhật Bản và Triều Tiên

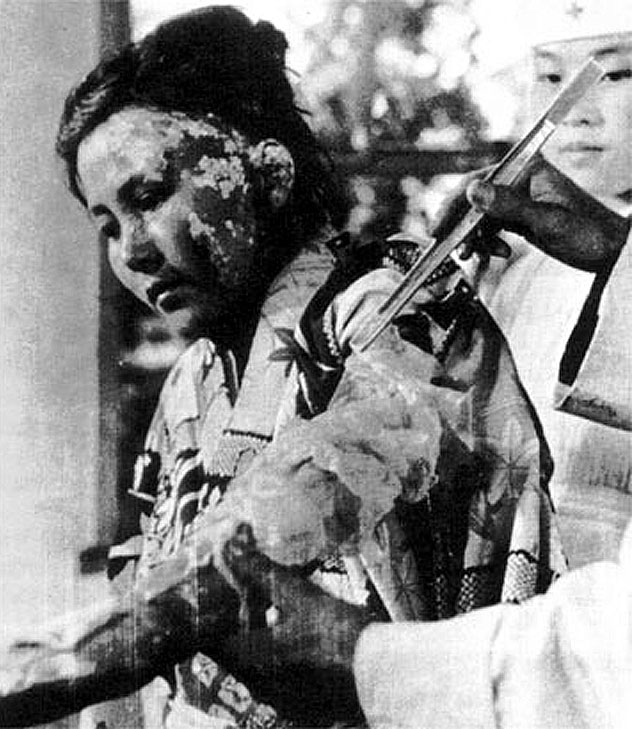
Nạn nhân của vụ ném bom nguyên tử xuống Hiroshima

Trong chiến tranh thế giới thứ II, đã có những cáo buộc về tội ác của quân đội Hoa Kỳ. Trong trận Okinawa, các nhà sử học Nhật Bản ước tính có trên 11.5 ngàn phụ nữ Nhật bị lính Mỹ cưỡng hiếp trong chiến dịch kéo dài 3 tháng này. Tờ New York Time thông báo khoảng 2000 dân thường trong 1 làng ở Katsuyama bị lính Mỹ giết và cưỡng hiếp  Tội ác đáng kể nhất của Hoa Kỳ là Vụ ném bom nguyên tử xuống Hiroshima và Nagasaki, theo lệnh của Tổng thống Harry Truman, ngày 6 tháng 8 năm 1945, quả bom nguyên tử thứ nhất mang tên "Little Boy" đã được thả xuống thành phố Hiroshima, Nhật Bản. Sau đó 3 hôm, ngày 9 tháng 8 năm 1945, quả bom thứ hai mang tên "Fat Man" đã phát nổ trên bầu trời thành phố Nagasaki. Theo ước tính, 140.000 người dân Hiroshima đã chết bởi vụ nổ cũng như bởi hậu quả của nó, số người thiệt mạng ở Nagasaki là 74.000. Ở cả hai thành phố, phần lớn người chết là thường dân. Trong cuộc chiến tranh Triều Tiên cũng có những thông tin cho rằng đã có những vụ thảm sát của quân đội Hoa Kỳ trong cuộc chiến này, trong đó có vụ Thảm sát No Gun Ri (No Gun Ri Massacre) từng gây chấn động dư luận.
Cũng trong thời gian này quân đội Hoa Kỳ đã sử dụng vũ khí sinh học bằng cách thả côn trùng gây bệnh cho người và lúa ở những vùng do quân đội Trung Quốc và Bắc Triều Tiên kiểm soát.

## Chiến tranh Việt Nam
Trong chiến tranh Việt Nam, có rất nhiều chứng cứ rõ ràng để chứng minh tội ác của quân đội Hoa Kỳ qua những vụ thảm sát, tra tấn, ném bom, rải chất độc da cam...
Dựa trên các tài liệu của quân đội Hoa Kỳ, do một lực lượng đặc nhiệm của quân đội chịu trách nhiệm điều tra tội ác chiến tranh thu thập và giải mật, bài báo cho biết trong báo cáo gửi Bộ Tổng tham mưu quân đội, một trung tá Mỹ đã tố cáo các binh sĩ Lữ đoàn không vận 173 tra tấn những người bị bắt giữ ở miền Nam Việt Nam. Các nhà điều tra thuộc lực lượng đặc nhiệm trên đã phát hiện hàng loạt những vụ bạo hành của quân sĩ Mỹ, Trong các tài liệu này còn có báo cáo chi tiết về 142 vụ bắt giữ và ngược đãi tù nhân, trong đó có 127 trường hợp liên quan đến lữ đoàn 173. Tuy nhiên các giới chức lãnh đạo của Hoa Kỳ đã cố gắng che giấu các thông tin này. Tờ Los Angeles Times đã đăng bài viết tố cáo các chỉ huy quân đội Hoa Kỳ đã che giấu tội ác của cấp dưới trong chiến tranh ở Việt Nam và phần lớn các quân nhân phạm tội đã không bị trừng phạt, hoặc chỉ bị phạt rất nhẹ, trong khi người tố cáo lại bị ngược đãi.

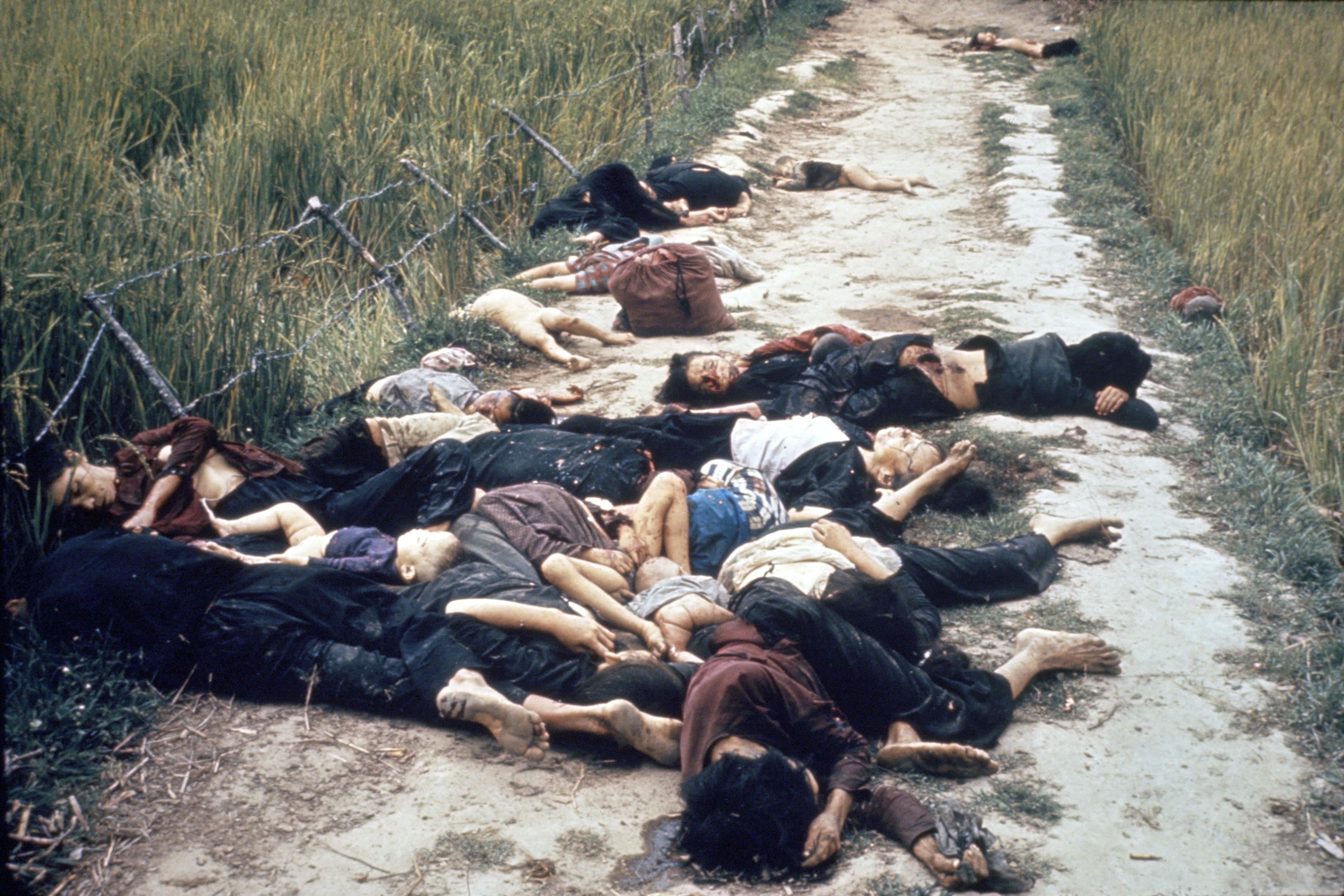
Thảm sát Mỹ Lai

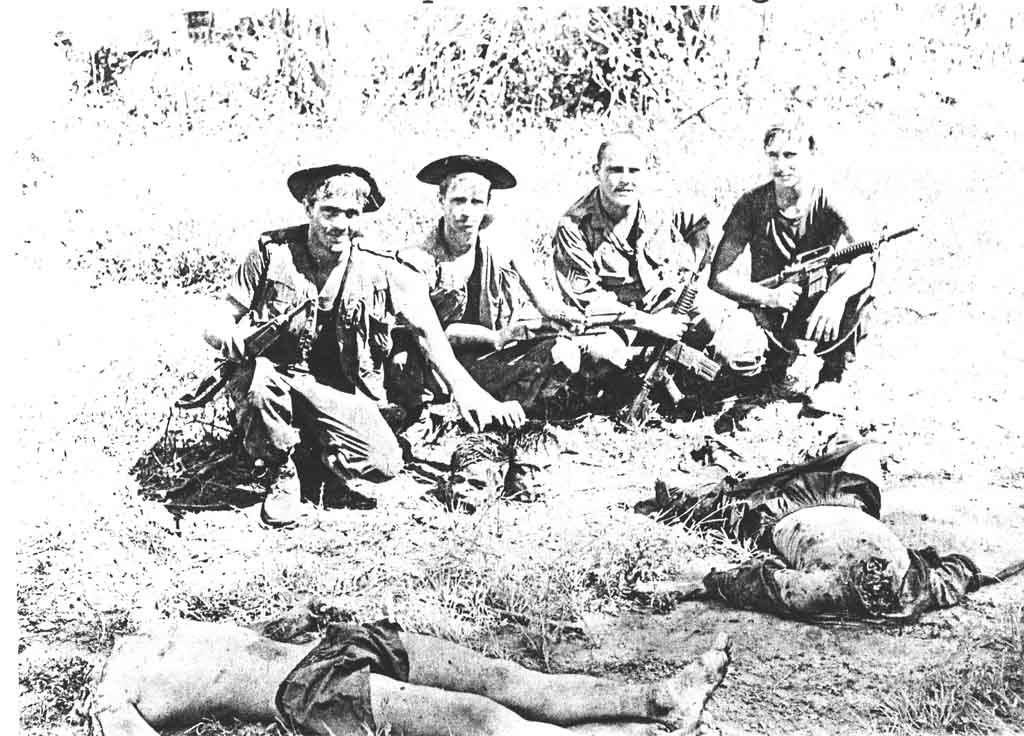
Biệt kích Hoa Kỳ đang "khoe" thủ cấp chặt được của binh sĩ Quân Giải phóng.

Một số thông tin khác liên quan đến tội ác của quân đội Hoa Kỳ khi giải mật hồ sơ các vụ thảm sát của quân đội này tại Việt Nam 9.000 trang tư liệu Hồ sơ cung cấp chi tiết về 320 vụ việc đã được cơ quan điều tra của quân đội Hoa Kỳ xác minh và có những bằng chứng cụ thể. Tuy vậy, hồ sơ này không nhắc tới tội ác ghê rợn nhất được biết đến dưới cái tên "Thảm sát Mỹ Lai" - trong đó các binh lính Mỹ đã hãm hiếp phụ nữ và bắn chết 504 thường dân, trong đó đa số là phụ nữ, trẻ em và người già của làng Sơn Mỹ, huyện Sơn Tịnh, tỉnh Quảng Ngãi.
Các vụ việc được chứng minh trong hồ sơ có thể kể đến: 7 vụ thảm sát từ 1967 đến 1971, trong đó có ít nhất 137 dân thường bị giết; 78 vụ tấn công khác nhau vào những người không tham chiến, trong đó ít nhất 57 người bị giết, 56 người bị thương và 15 vụ cưỡng hiếp; 141 vụ tra tấn những người tình nghi hoặc tù binh chiến tranh.
Các nhà điều tra đã xác định được bằng chứng chống lại 203 lính Mỹ bị cáo buộc giết hại dân thường Việt Nam hoặc tù binh. 57 người trong số họ đã bị đưa ra tòa án quân sự và 22 người đã bị kết án. 14 người đã nhận án từ 6 tháng đến 20 năm nhưng hầu hết đều được giảm án đáng kể trong phiên phúc thẩm. Nhiều vụ việc khác đã bị đóng lại vô thời hạn.
Ngoài 320 vụ việc được xác minh, hồ sơ còn có những tài liệu có liên quan đến hơn 500 hành động tàn ác mà các điều tra viên chưa thể chứng minh hoặc không được quan tâm đến.
Hồ Chí Minh từng bức xúc phát biểu: "Vì Mỹ mà đất nước chúng tôi bị chia cắt làm đôi, đồng bào miền Nam chúng tôi đang lâm vào tình cảnh đau thương, nước sôi lửa bỏng. Vì Mỹ mà miền Nam Việt Nam có những tòa án phát xít, những luật lệ bạo ngược, những máy chém lưu động giết người khắp thành thị và thôn quê, có những trại giam khổng lồ, giam cầm và tra tấn hàng chục vạn người, giết chết hàng vạn người yêu hòa bình và yêu Tổ quốc. Vì Mỹ mà có những sư đoàn, binh lính với máy bay, xe tăng và đại pháo Mỹ đi càn quét liên miên, giết hại thường dân, đốt phá làng mạc. Nói tóm lại vì Mỹ mà miền Nam Việt Nam biến thành địa ngục trần gian".

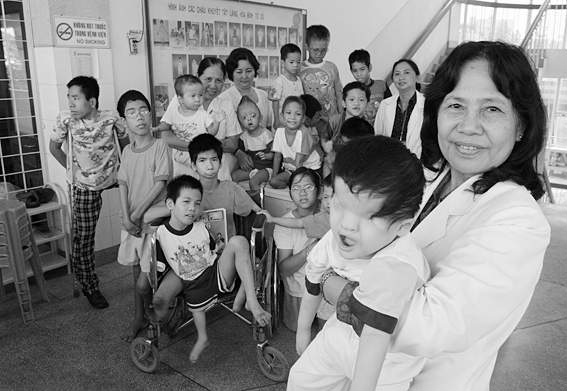
Hình ảnh một số trẻ em Việt Nam bị hậu quả chất độc màu da cam

Song song với các cuộc tấn công, quân đội Hoa Kỳ còn sử dụng máy bay ném bom trên nhiều địa phương tại Việt Nam mà đỉnh cao là Chiến dịch Linebacker II, theo ước tính của phương Tây, đã có 1.624 thường dân thiệt mạng trong chiến dịch này. Ngoài việc tiến hành các cuộc thảm sát, tra tấn và bắn giết, quân đội Hoa Kỳ còn gây tội ác khi rải thuốc trừ cỏ rừng lên Việt Nam. Tổng lượng chất da cam dioxin có trong số chất diệt cỏ nói trên ít nhất là 366 kg. Theo các nhà khoa học, do công nghệ sản xuất 2,4,5 T trong những năm 60 còn lạc hậu, mặt khác để tăng sản lượng chất diệt cỏ, một số công ty hóa chất Mỹ đã nâng nhiệt độ của công nghệ sản xuất, nên lượng dioxin có thể là 600–680 kg. Trong khi đó, chỉ cần một vài phần tỷ gam dioxin đã có thể gây ung thư, tai biến sinh sản và dị tật bẩm sinh ở động vật thực nghiệm. Từ năm 1962 đến 1971, quân đội Hoa Kỳ đã tiến hành 19.905 phi vụ rải chất diệt cỏ trên diện tích 2.631.297 ha rừng, cỏ(trong đó, có 86% diện tích bị phun rải hơn 2 lần; 11% diện tích bị phun rải hơn 10 lần; có 25.585 thôn bản bị rải chất diệt cỏ.
Theo hồ sơ và Tài liệu Quốc gia (NARA) của Hoa Kỳ đã miêu tả khoảng 320 hành động tàn bạo - không tính thảm sát Mỹ Lai năm 1968 - của quân đội Hoa Kỳ, được phát hiện bởi những nhân viên điều tra trong quân đội.

## Bắn rơi máy bay chở khách ở Iran
Trong chiến tranh Iran-Iraq, tàu tuần tiễu USS Vincennes đã bắn hạ chuyến bay 655 của Iran làm thiệt mạng toàn bộ 290 hành khách và phi hành đoàn ngày 3 tháng 7 năm 1988. Chính phủ Hoa Kỳ tuyên bố chiếc máy bay chở khách đã bị nhầm với một chiếc F-14 Tomcat của Iran, và chiếc Vincennes đang hoạt động ở vùng biển quốc tế ở thời điểm đó và lo ngại rằng nó đang bị tấn công, điều sau này có vẻ không chính xác.
Phía Iran cho rằng chiếc Vincennes thực tế đang trong vùng lãnh hải Iran, và rằng chiếc máy bay phản lực chở khách của Iran đang lượn vòng và tăng độ cao sau khi cất cánh. Đô đốc Hoa Kỳ William J. Crowe cũng thừa nhận trên Nightline rằng chiếc Vincennes đang ở trong vùng lãnh hải Iran khi nó phóng tên lửa.
Ở thời điểm đó, thuyền trưởng Vincennes tuyên bố rằng chiếc máy bay của Iran "không thông báo danh tính và không trả lời các tín hiệu cảnh báo từ Vincennes". Ngoài Iran, các nguồn tin độc lập khác, ví dụ, sân bay Dubai, đã xác nhận rằng chiếc máy bay có thông báo danh tính cho tàu chiến Mỹ và cũng xác định rằng: "Chiếc máy bay chở khách đang lấy độ cao và vì thế không thể là một mối đe doa." Khẳng định này phù hợp với tuyên bố của các quan chức Iran.
Theo một cuộc điều tra do chương trình Nightline của ABC News tiến hành, những vật ngụy trang đã được Hải quân Hoa Kỳ triển khai trong cuộc chiến trong Vịnh Ba Tư để nhử các tàu chiến Iran và tiêu diệt chúng, và thời điểm chiếc USS Vincennes bắn hạ máy bay chở khách Iran, nó đang thực hiện một chiến dịch như vậy.
Năm 1996, Hoa Kỳ bày tỏ sự hối tiếc chỉ với những người vô tội thiệt mạng, và không đưa ra lời xin lỗi chính thức với chính phủ Iran.
Việc bắn hạ máy bay chở khách của Iran Chuyến bay 655 của Iran của tàu tuần dương Mỹ USS Vincennes, đã được một học giả Iran nêu ra  như một lý do rõ ràng để Ruhollah Khomeini rút khỏi cuộc xung đột:
Một học giả Iran có mặt tại hội nghị nói một thời điểm thay đổi quan trọng trong cách suy nghĩ của Iran diễn ra với việc bắn hạ chiếc máy bay chở khách của Iran tháng 7 năm 1988 của tàu tuần dương USS Vincennes. Vụ việc này rõ ràng khiến Ayatollah Khomeini kết luận rằng Iran không thể đương đầu với nguy cơ một cuộc xung đột vũ trang mở với Hoa Kỳ và ông quyết định đó là thời điểm để chấm dứt cuộc xung đột.

## Không kích Nam Tư

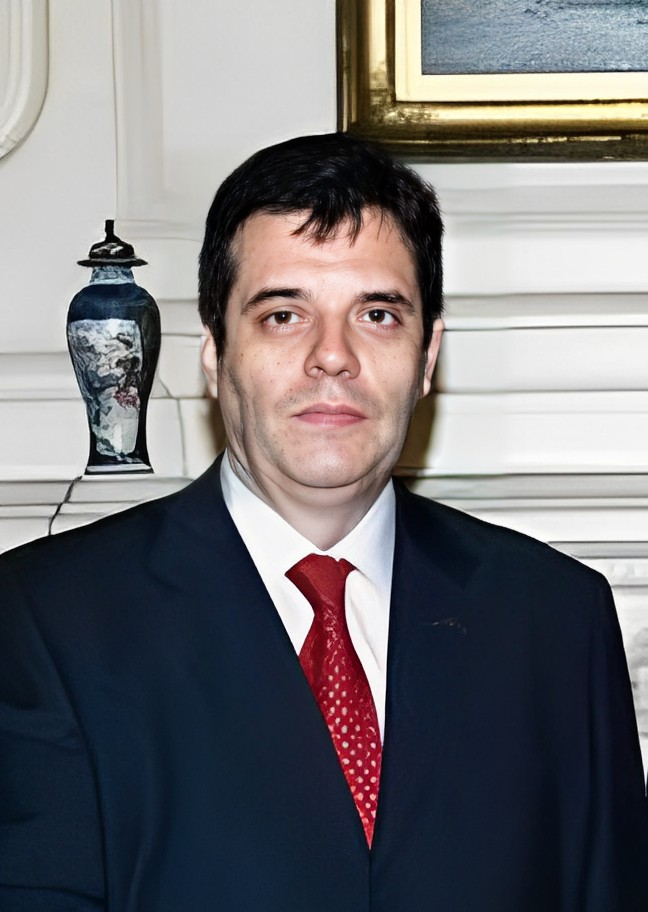
Ông Koštunica đã từng lên án Mỹ

Trong cuộc không kích ở Nam Tư năm 1999, Mỹ đã dẫn đầu khối NATO ném bom tàn phá Nam Tư, gây nhiều hậu quả nghiêm trọng cho thường dân.
Tính chung, NATO và quân đội Hoa Kỳ đã thực hiện 35.000 chuyến bay ném bom, huy động gần 1.000 máy bay và trực thăng các loại, ném xuống Nam Tư 79.000 tấn thuốc nổ (trong đó có tổng cộng 37.400 quả bom chùm, loại phương tiện chiến tranh bị các công ước quốc tế ngăn cấm). Tổng số thiệt hại đối với các cơ sở công nghiệp, giao thông vận tải và dân sự của Nam Tư theo các đánh giá của báo chí Việt Nam dao động từ 60 đến 100 tỉ USD. Ước tính có gần 2.500 dân thường bị thiệt mạng (trong đó có 89 trẻ em), chưa kể gần 12.500 người bị thương.
Ông Vojislav Koštunica đã lên án việc NATO ném bom vào Nam Tư năm 1999 và cho rằng đây là một hành động "vô nghĩa, vô trách nhiệm và là một tội ác tày trời". và cũng không ngừng chỉ trích Mỹ khi can thiệp vào nội bộ của Serbia đặc biệt là trong vấn đề Kosovo, chỉ trích Mỹ là thủ phạm gây ra cuộc khủng hoảng tại vùng Bancăng, đe dọa hòa bình và ổn định trong khu vực. Đặc biệt, ông đã có những lời buộc tội nước Mỹ.

## Các hoạt động tại Iraq và Afghanistan
Trong cuộc chiến tranh ở Iraq và Afghanistan, quân đội Hoa Kỳ cũng bị đưa tin là đã gây nhiều tội ác đối với thường dân nước này, nhiều vụ thảm sát thường dân được báo chí đăng tải. Điển hình là vụ ngày 19/11/2005, với 24 người ở Iraq. Hay nhiều vụ giết hại thường dân một cách tàn nhẫn đã bị phanh phui,
trong đó có những vụ giết hại thường dân Afghanistan.
Cũng có nhiều bằng chứng cho thấy trong các chiến dịch, quân đội Hoa Kỳ cũng đã giết nhầm dân thường.

## Bị cáo buộc về tra tấn tù nhân
Bên cạnh đó, nhiều tội ác của quân đội Hoa Kỳ cũng được đề cập đến xung quanh các vấn đề về các nhà tù bí mật như Abu Graib hay Guantanamo, tại nơi đây, lính Mỹ đã thực hiện việc tra tấn và đối xử dã man với các tù nhân.

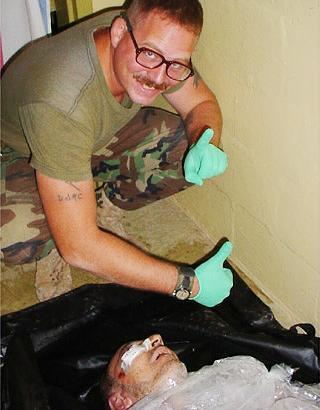
Một lính Mỹ tên Charles Graner đang tra tấn tù nhân

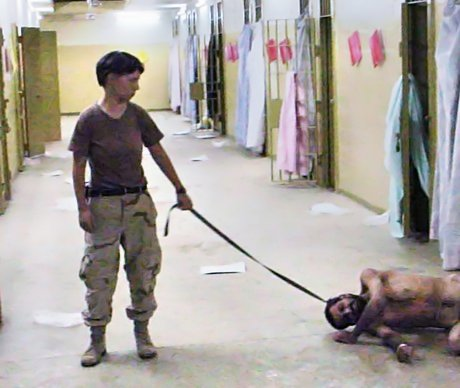
Lynndie England đang tra tấn

Vào năm 2004, tổ chức nhân quyền quốc tế Human Rights Watch ngày 7 tháng 3 năm 2004, đã công bố báo cáo chỉ trích Hoa Kỳ nặng nề trong việc vi phạm quyền của người Afghanistan, trong đó có việc người Mỹ ngược đãi tù nhân, sử dụng vũ lực quá độ trong việc bắt giữ một số người Afghanistan, là nguyên nhân gây ra những cái chết và thương tích trong thường dân. Báo cáo dài 59 trang này được thực hiện trên các nghiên cứu tại Afghanistan và Pakistan trong năm 2003, đầu năm 2004. Báo cáo còn cho biết những tù nhân được trả tự do cho biết họ bị đánh đập nhiều lần, dội nước lạnh, quỳ gối trong những tư thế gây đau đớn trong một thời gian dài.
Năm 2006, Ủy ban Nhân quyền Liên Hợp Quốc đã từng công bố bản báo cáo dày 54 trang lên án Mỹ đã vi phạm Công ước quốc tế về nhân quyền đối với các tù nhân bị giam giữ tại Guantanamo, bản báo cáo do 5 điều tra viên thực hiện sau 6 tháng tiếp nhận các cựu tù nhân ở Guantanamo và thu thập thông tin từ các luật sư và một số cơ quan của Mỹ (Mỹ không cho phép phỏng vấn riêng các nghi can đang bị giam giữ tại đây) theo đó, tù nhân tại đây bị đánh đập, bị tra tấn và ngược đãi, lính Mỹ đã bơm thức ăn qua đường mũi cho những tù nhân tuyệt thực, lột hết quần áo rồi đẩy họ vào những nơi thật lạnh hoặc xua chó dữ hăm doạ. Cũng theo bản báo cáo, hơn 500 tù nhân đã bị giam giữ không xét xử ở đây suốt 4 năm qua, kể từ sau vụ khủng bố 11/9/2001, mà không hề đưa ra tòa án xét xử.
Trước đó, Chương trình Dateline của Đài SBS (Úc) công bố những hình ảnh mới về việc lính Mỹ tại nhà tù Abu Ghraib ngược đãi tù nhân Iraq vào ngày 15/2/2006, đài SBS đã công bố những hình ảnh về cảnh ngược đãi tù nhân tại một nhà tù tai tiếng khác của Mỹ - nhà tù Abu Ghraib. Trong một đoạn băng được phát sóng có cảnh các tù nhân Iraq bị làm nhục bằng cách phải phô những bộ phận kín ra trước máy quay, hay phải đập đầu vào tường. Những tấm ảnh được công bố còn cho thấy cả những xác chết; các tù nhân trần truồng trong những tư thế nhục hình, trong đó, có hai người bị xích cùng nhau. Ngoài ra là cảnh lính Mỹ tra tấn tù nhân Iraq.

## Những chỉ trích về xâm hại tình dục
Ngoài việc giết chóc, ném bom, tra tấn, cũng có nhiều chỉ trích về binh sĩ của Mỹ tại những nơi họ đóng quân với những vụ cưỡng hiếp người bản địa (bao gồm phụ nữ và trẻ em) như ở Việt Nam, Nhật Bản, Hàn Quốc, Afghanistan, Iraq... và cũng có những cáo buộc cho thấy binh sĩ của Mỹ có lạm dụng tình dục trẻ em ở một số nơi trên thế giới.
Đặc biệt là có cáo buộc về việc xâm hại tình dục đối với các tù nhân. Tờ Daily Telegraph của Anh đã từng cho biết đã có những bức ảnh cho thấy tình trạng lạm dụng tình dục và tra tấn các tù nhân Iraq của binh lính Mỹ, Tờ Daily Telegraph cho biết, họ có những bức ảnh ghi lại cảnh một binh lính Mỹ công khai hãm hiếp một nữ tù nhân Iraq, trong khi một bức ảnh khác ghi lại cảnh một nam biên dịch viên hãm hiếp một tù nhân nam khác. Không những hãm hiếp và xâm phạm tình dục đối với người dân bản xứ, lính Mỹ thậm chí còn hãm hiếp lẫn nhau.